# Johannes Bärmann
Johannes Bärmann (* 10. Mai 1905 in Hof; † 13. Januar 1991 in Albisheim (Pfrimm)) war ein deutscher Rechtswissenschaftler und Hochschullehrer an der Johannes Gutenberg-Universität Mainz.

## Leben und Wirken
Ab 1924 studierte Bärmann Rechtswissenschaften an der Handelshochschule Leipzig, ab 1926 an der dortigen Universität. Im selben Jahr wechselte er nach Berlin, ein Jahr später an die Universität München, wo er 1930 sein Erstes Juristisches Staatsexamen ablegte. Anschließend arbeitete Bärmann als Assistent von Konrad Beyerle, bevor er 1935 bei Claudius von Schwerin über die Verfassungsgeschichte Münchens zum Dr. iur. promoviert wurde. Von 1937 bis September 1939 arbeitete er als wissenschaftlicher Assistent am Institut für Luftrecht an der Universität Leipzig. 1940 begann er in Kirchheimbolanden eine Tätigkeit als Notar. Während dieser Zeit, 1942, habilitierte Bärmann sich an der Universität Heidelberg.
Nach Kriegsende war Bärmann bis 1962 als Präsident der Notarkammer Pfalz tätig. Parallel dazu nahm er als Privatdozent 1947 an der Universität Heidelberg die Lehrtätigkeit auf. Ab 1952 war er außerplanmäßiger Professor für Rechtsgeschichte in Heidelberg. 1954 wechselte er als Nachfolger von Karl Siegfried Bader an das Seminar für Rechts- und Wirtschaftswissenschaft – Abteilung Recht der Universität Mainz, wo er bis zu seiner Emeritierung 1973 als ordentlicher Professor tätig war. Ab 1957 war er Direktor des Mainzer Instituts für Rechts- und Verfassungsgeschichte; im folgenden Jahr diente er als Dekan der juristischen Fakultät. Von 1963 bis 1964 war er Rektor der Universität Mainz, anschließend Prorektor. Ab 1970 war er zudem der erste Direktor des von ihm gegründeten Instituts für Internationales Recht des Spar-, Giro- und Kreditwesens.
Bärmann forschte und publizierte insbesondere zur deutschen Rechtsgeschichte, insbesondere zum Erzbistum Mainz und Kurmainz. Darüber hinaus war Bärmann auch an der Einführung des Wohnungseigentumsgesetzes 1951 beteiligt, zu dem er einen ersten Kommentar beisteuerte und an dessen Fortentwicklung er durch die Kommentierung maßgeblich mitwirkte. Ab 1965 forschte er zudem zunehmend auf dem Gebiet des internationalen Kreditrechts, was in der Gründung des entsprechenden Instituts in Mainz gipfelte.

## Werke (Auswahl)
- Die Verfassungsgeschichte Münchens im Mittelalter. Universitätsverlag, München 1938 (Dissertation).
- Die Städtegründungen Heinrichs des Löwen und die Stadtverfassung des 12. Jahrhunderts. Böhlau, Köln 1961 (Habilitationsschrift).
- Typisierte Zivilrechtsordnung der Daseinsvorsorge – Eigenständigkeit und Überstaatlichkeit am Beispiel des Verkehrs. C.F. Müller, Karlsruhe 1948.
- Die Freiheit der europäischen Binnenschiffahrt. UNA, Mannheim 1950.
- Der Mittelrhein als verfassungsrechtliches Zentrum des fränkisch-deutschen Reiches. Universitätsverlag, Mainz 1962.
- Europäische Integration im Gesellschaftsrecht. Heymanns, Köln 1970, ISBN 978-3-452-17140-5.
- Wohnungseigentumsgesetz – Kommentar. C.H. Beck, München 1952, ISBN 978-3-8114-7690-5 (aktuell 13. Auflage, 2015).